# حمله مهر ۱۳۹۵ کابل
حمله میزان ۱۳۹۵ کابل یک حمله مسلحانه در مسجد زیارتگاه سخی در شهر کابل افغانستان بود که حدود ساعت ۸ شب ۲۰ میزان/مهر ۱۳۹۵ هنگام حضور مردم در مسجد زیارتگاه سخی برای عزاداری عاشورا رخ داد. در این حمله ۱۸ تن کشته و دست‌کم ۵۸ تن دیگر زخمی شدند. قربانیان این حمله از مردم هزاره و شیعیان بودند و در بین قربانیان زنان و کودکان نیز حضور داشتند.

## جزئیات
حمله حوالی ساعت ۸ شب ۲۰ میزان/مهر ۱۳۹۵ و هنگام عزاداری مردم در مسجد زیارتگاه سخی رخ داد. به گفته شاهدان و مقامات ۳ یا ۴ مهاجم با لباس یونیفرم پلیس ابتدا سه خدمه زیارتگاه را کشته و بمبی منفجر کردند سپس وارد محوطه مسجد شده و به افراد غیرنظامی حمله کردند. مهاجمان افراد درون مسجد را به گروگان گرفته و با نیروهای پلیس درگیر شدند و طی این درگیری تمامی مهاجمین از پای درآمدند.

### دستگیری عاملین حمله
اداره امنیت ملی افغانستان در ماه قوس/آذر همان سال با انتشار بیانیه‌ای اعلام کرد یک شبکه تروریستی ۱۰ نفره که در حمله به زیارتگاه سخی کابل دست داشته‌اند را دستگیر کرده‌است.

## واکنش‌ها
- ریاست جمهوری افغانستان، ضمن محکوم کردن این حمله، آن را نشانه آشکار از دشمنی دشمنان با وحدت میان پیروان مذاهب دین اسلام در افغانستان دانست.[۱]
- یوناما این حمله را تقبیح و با خانواده قربانیان ابراز غم شریکی کرد.[۸]

## مسئولیت
هرچند داعش مسئولیت حمله به این مسجد را بر عهده گرفته‌است اما برخی منابع از دست داشتن شبکه حقانی در این حمله به رسانه‌ها خبر می‌دهند.